# Castasegna
Castasegna () est une localité et une ancienne commune suisse du canton des Grisons. 
Le 1er janvier 2010, elle a fusionné avec les autres communes du Val Bregaglia pour former la commune de Bregaglia. Son ancien numéro OFS est le 3773.
Le centre du village est reconnu comme bien culturel suisse d'importance nationale.

## Personnalité
Silvia Andrea (1840-1935), écrivain suisse.